# Алеврит

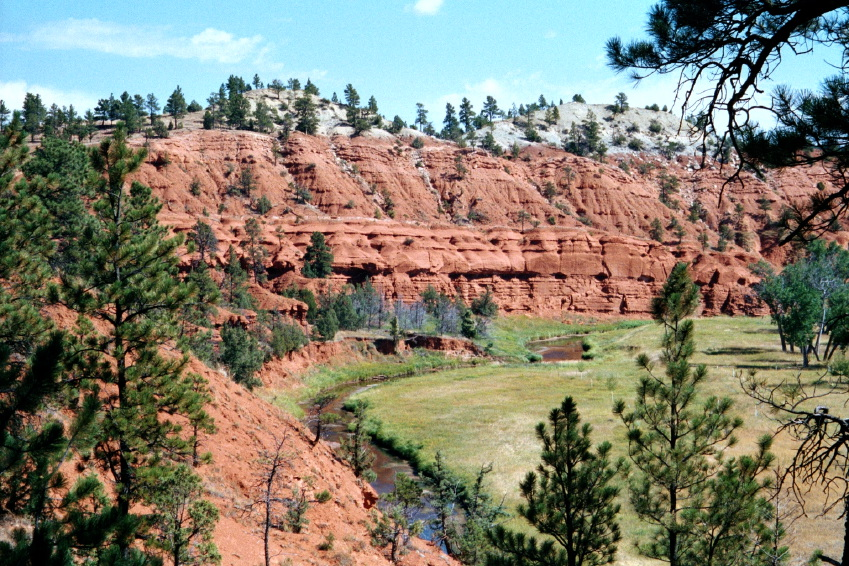

Алеври́т (рос. алеврит, англ. aleurite, silt; нім. Aleurit) — дрібнозерниста пухка осадова гірська порода.

## Загальний опис
За розмірами часток (0,1-0,01 мм) проміжна між глинами та піском (мул, лес). В алевриті є домішки глини, що служать для скріплення.
Розрізняють крупноалевритові (0,1-0,05 мм), дрібноалевритові (0,05-0,01 мм) та тонкоалевритові (0,025–0,01 мм) різновиди алевриту.
Алеврит виділено в окрему осадову породу за пропозицією радянського петрографа Олександра Заварицького.